# سعدية (فصيلة نباتية)
الفصيلة السُّعدِيَّة (باللاتينية: Cyperaceae) هي فصيلة نباتية تتبع رتبة القبئيات من طائفة أحاديات الفلقة. معظم نباتاتها من الحشائش. تضم هذه الفصيلة 109 أجناس و5500 نوع. أشهر أجناسها السعد   والسعادي. موطنُ هذه الأنواع المناطق المدارية من آسيا وأمريكا الجنوبية.

## الوصف النباتي
نباتات هذه الفصيلة تشبه النجيليات.
الزهرة صغيرة غير مميزة وتتواجد الأعضاء الجنسية المؤنثة والمذكرة على نفس النبات والتي تكون عادة مرتبة في سنيبلات.

## من أجناسها
- السعد (باللاتينية: Cyperus)
- الجولان[6] (باللاتينية: Schoenoplectus)
- الحلفا (باللاتينية: Cladium)
- الديس (باللاتينية: Scirpus)
- السعادي (باللاتينية: Carex)
- (باللاتينية: Fimbristylis)
- (باللاتينية: Fuirena)
- (باللاتينية: Pycreus)
- عين البقر (باللاتينية: Schoenus)
- (باللاتينية: Schoenoplectiella)
- (باللاتينية: Bolboschoenus)
- (باللاتينية: Blysmus)